# 녹에어의 운항 노선
녹에어는 다음과 같이 운항하고 있다.

## 운항 노선
- 태국
  - 방콕 - 돈므앙 국제공항허브
  - 수라타니 - 수라타니 공항
  - 라농 - 라농 공항
  - 춤폰 - 춤폰 공항
  - 푸켓 - 푸켓 국제공항
  - 뜨랑 - 뜨랑 공항
  - 나콘시탐마랏 - 나콘시탐마랏 공항
  - 매솟 - 매솟 공항
  - 피래 - 피래 공항
  - 람빵 - 람빵 공항
  - 치앙마이 - 치앙마이 국제공항
  - 로에이 - 로에이 공항
  - 우돈타니 - 우돈타니 국제공항
  - 사콘나콘 - 사콘나콘 국제공항
  - 치앙라이 - 치앙라이 국제공항
  - 매홍손 - 매홍손 공항
  - 부리람 - 부리람 공항
  - 꼰깬 - 꼰깬 공항
  - 핫야이 - 핫야이 국제공항
- 일본
  - 히로시마 - 히로시마 공항
- 베트남
  - 호치민 - 떤선녓 국제공항
- 중화인민공화국
  - 청두 - 청두 솽류 국제공항
  - 허페이 - 허페이 신차오 국제공항
  - 난닝 - 난닝 우수 국제공항
  - 난퉁 - 난퉁 싱동 공항
  - 옌청 - 옌청 난양 국제공항
  - 정저우 - 정저우 신정 국제공항
- 인도
  - 구와하티 - 로크프리야 고피낫 보돌로이 공항 - (2020년 4월 12일까지 일시 중단)
- 미얀마
  - 양곤 - 양곤 국제공항